# The Russian Bride – Bis dass der Tod uns scheidet
The Russian Bride – Bis dass der Tod uns scheidet ist ein US-amerikanischer Horrorfilm von Michael S. Ojeda aus dem Jahr 2019.

## Handlung
Nina und ihre Tochter Dasha wollen dem Leben in Russland, insbesondere dem gewalttätigen, drogensüchtigen Vater von Dasha entkommen. So lässt sich Nina auf eine Katalogehe ein. Sie reist zusammen mit Dasha zu dem ehemaligen Chirurgen Karl Frederick, der mit seiner Haushälterin Maria und Helfer Hagen alleine auf einem riesigen Anwesen lebt. Zunächst läuft auch alles gut, die beiden feiern Hochzeit, bei der auch Ninas Onkel Yuri die Feier besucht. Doch dieser wird noch auf der Heimfahrt von Hagen getötet.
In der nachfolgenden Zeit entwickelt sich das Leben von Nina und Dasha langsam zu einem Albtraum. Sie muss feststellen, das Karl Frederick drogensüchtig ist. Zudem sind sein Sohn aus erster Ehe sowie seine erste Frau angeblich verstorben. Als schließlich Dasha noch berichtet, dass der Hausherr sich nachts an ihr Bett gesetzt und sie angefasst habe, reicht es Nina. Sie konfrontiert Karl Frederick damit. Die Situation eskaliert und im nachfolgenden Kampf verliert Nina mehrere Finger an jeder Hand. Anschließend findet sie sich in einem Kellerverlies wieder. Von dort gelingt ihr zwar die Flucht durch einen alten Geheimschacht, dort findet sie auch die Überreste von Karls Frau. Anschließend wird sie erneut überwältigt und unter Drogen gesetzt.
Anschließend enthüllt Karl Frederick seinen Plan. Sein Sohn ist tatsächlich noch am Leben, benötigt aber dringend ein neues Herz, einen Lungenflügel und eine Stammzellenspende. Dafür ist Dasha vorgesehen. Die Operation soll jetzt stattfinden, wozu Karl Frederick eine Reihe von Spezialisten eingeladen hat. Nina selbst soll seinem Sohn als Ersatzmutter dienen. Das trifft allerdings Maria hart, die deswegen Nina heimlich beseitigen will. Nina gelingt jedoch trotz Betäubung die Flucht, als sie sich über die Koksvorräte von Karl hermachen kann. Sie überwältigt mit Hilfe eines Hammers und eines Schraubendrehers, die sie an ihren Händen befestigen kann, berauscht vom Kokain sämtliche Operationsgehilfen. Währenddessen wird Dasha vom Geist von Karls Frau befreit. Bei einer Konfrontation mit Karl Frederick gelingt es Nina schließlich, diesen zu töten. Als das Notstromaggregat des Hauses ausfällt, schalten sich die Maschinen ab, die Karl Fredericks Sohn am Leben erhalten und dieser stirbt ebenfalls. Nina und Dasha warten auf das Eintreffen der Polizei.

## Hintergrund

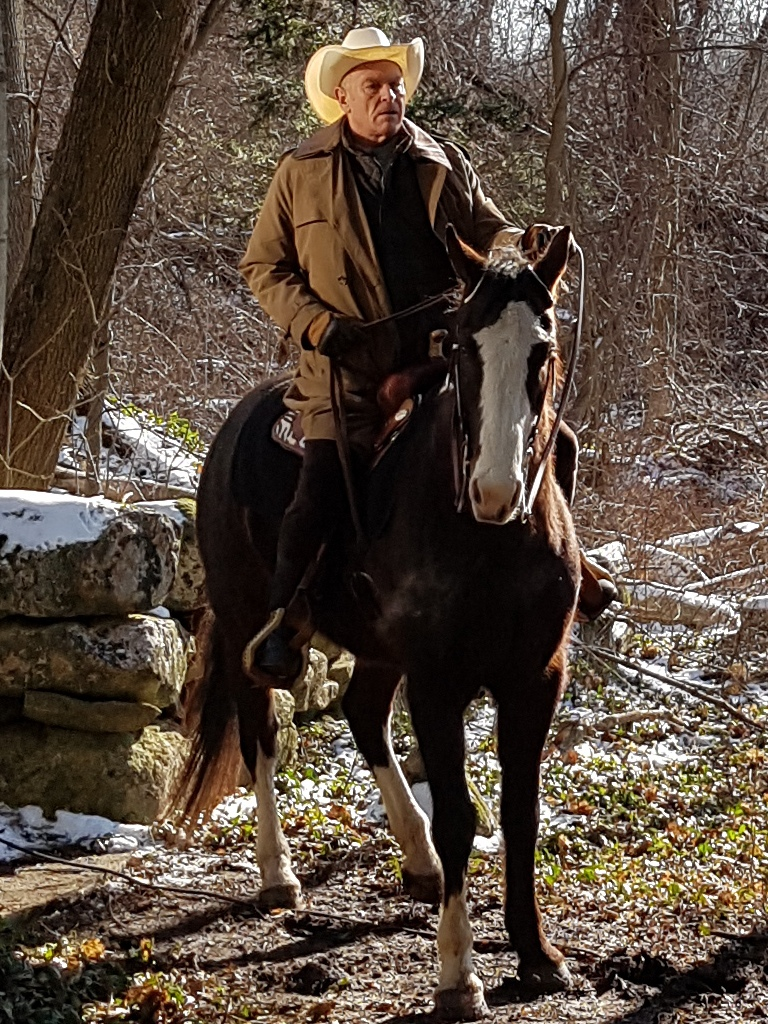
Corbin Bernsen als Karl Frederik

Der Film erlebte seine Premiere am 2. März 2019 auf dem Filmfestival Fantasporto in Portugal. Anschließend wurde er in den Vereinigten Staaten im Internet veröffentlicht. In Deutschland erlebte er seine Premiere auf Blu-Ray und DVD am 18. Juni 2020 über New KSM/Koch Films. Der Film wurde auf Grund der dargestellten Gewalt in Deutschland ohne Jugendfreigabe ab 18 Jahren freigegeben.
Teile des Films wurden über die Crowdfunding-Plattform Indiegogo finanziert. Die Dreharbeiten fanden in Michigan statt.
Der Film enthält einige Anspielungen auf andere Filme. Explizit gezeigt werden Szenen aus Frankenstein von 1931 sowie aus Das Haus auf dem Geisterhügel von 1959. Weitere Anspielungen gibt es unter anderem auf Shining (Geschichte von der Donner Party, Kamerafahrten), The Stepfather, Get Out, Tanz der Teufel (Augenausdrück-Szene), Rebecca sowie The Dentist, bei dem Corbin Bernsen eine ähnliche Rolle bekleidete.

## Kritiken
Dax Ebaben besprach den Film für Bloody-Disgusting.com und vergab 2½ von fünf Sternen. Er bezeichnete dort den Twist als „erinnerungswürdig“. Der Film würde damit zwar einige Grenzen brechen, aber der Film bis dahin sei nicht sehr stark.
Auf Filmchecker besprach Marcel Demuth den Film und kam zu folgenden Fazit:

„Punktuell sehr ästhetischer sowie spannender Thriller mit einigen unerwarteten Szenen, der sich in einem zufrieden stellenden Finale angenehm blutig entlädt. Definitiv zu lang und trotz unüblicher Zusammenstellung diverser Genreverweise recht generisch als Gesamtwerk, für Genrefans aber einmalig sehenswert – halbe Punkte gibt es hier nicht, darum ganz knapp an der 6 vorbei – 5/10.“